# Atletika na Letních olympijských hrách 1996 – 200 metrů ženy
Běh na 200 metrů žen na Letních olympijských hrách 1996 se uskutečnil ve dnech 31. července a 1. srpna na Olympijském stadionu v Atlantě. 

## Výsledky finálového běhu
| *                | jméno               | země                   | čas   |
| ---------------- | ------------------- | ---------------------- | ----- |
| Zlatá medaile    | Marie-José Pérecová | Francie                | 22,12 |
| Stříbrná medaile | Merlene Otteyová    | Jamajka                | 22,24 |
| Bronzová medaile | Mary Onyaliová      | Nigérie                | 22,38 |
| 4                | Inger Millerová     | Spojené státy americké | 22,41 |
| 5                | Galina Malčuginová  | Rusko                  | 22,45 |
| 6                | Chandra Sturrupová  | Bahamy                 | 22,54 |
| 7                | Juliet Cuthbertová  | Jamajka                | 22,60 |
| 8                | Carlette Guidryová  | Spojené státy americké | 22,61 |